# Heidefopwesp
De heidefopwesp (Chrysotoxum octomaculatum) is een vliegensoort uit de familie van de zweefvliegen (Syrphidae). De wetenschappelijke naam van de soort is voor het eerst geldig gepubliceerd in 1837 door Curtis.